# Yavé Cahard
Yavé Cahard (nascido em 26 de dezembro de 1957) é um ex-ciclista francês que competia no ciclismo de pista. Representou França nos Jogos Olímpicos de Verão de 1980 em Moscou, União Soviética, onde conquistou a medalha de prata na prova de velocidade, atrás do ciclista alemão Lutz Heßlich.